# Luzi Weber
Luzi Weber (* 1989) ist ein Schweizer Unihockeyspieler, der beim Nationalliga-A-Verein Chur Unihockey unter Vertrag steht.

## Karriere
Weber startet seine Karriere beim UHC Nesslau Sharks und wechselte später zu Alligator Malans in den Nachwuchs, wo er 2006 zum ersten Mal im Kader stand. In seiner zweiten Spielzeit konnte er seinen ersten Skorerpunkte in der höchsten Spielklasse erzielen.
Nach vier Jahren wechselte er für eine Saison zu den Kloten-Bülach Jets, bevor er sich wieder dem UHC Alligator Malans anschoss. Nach einer Saison erhielt Weber ein Angebot vom UHC Waldkirch-St. Gallen, welches er annahm.
2014 schloss sich Weber Chur Unihockey an. Nach sieben Jahren im Dress der Bündner wechselte Weber, der verletzungsbedingt vom Spitzenunihockey bei Chur zurückgetreten ist, ins Landwassertal zu den Iron Marmots Davos-Klosters.